# Марчевский, Эдвард
Эдвард Марчевский (пол. Edward Marczewski, до 1940 года известен как Эдвард Шпильрайн, пол. Edward Szpilrajn; 15 ноября 1907, Варшава — 17 октября 1976, Вроцлав) — польский математик, представитель Варшавской математической школы, автор трудов по общей топологии, теории меры, дескриптивной теории множеств, универсальной алгебре.

## Биография
Родился в Варшаве в семье врача-хирурга Юзефа Шпильрайна и Анны Цимерман. В 1925 году окончил математическое отделение Варшавского университета, где занимался у Казимежа Куратовского, Стефана Мазуркевича и Вацлава Серпинского. Докторскую диссертацию защитил под руководством последнего в 1932 году. В 1939—1941 годах жил в Львове, преподавал в университете, в начале оккупации под поддельными документами вернулся в Варшаву, где оставалась его мать. Во время депортации евреев в Варшавское гетто после немецкой оккупации Польши смог укрыться под поддельными документами и под угрозой выдачи дважды менял имя — во второй раз на Эдварда Марчевского (документы ему оформил сотрудник Красного Креста и в будущем известный историк и государственный деятель Владислав Бартошевский). В конце войны был схвачен и отправлен в трудовой лагерь в Бреслау, но был вскоре освобождён Советской Армией. Остался во Вроцлаве, где с 1945 года работал на кафедре функционального анализа во Вроцлавском университете.
В 1945—1967 годах — директор Математического института при Вроцлавском университете, в 1957—1959 годах — президент Польского математического общества. Был ректором Вроцлавского университета. Награждён Крестом Заслуги (1950). Член-корреспондент (1958) и действительный член (1966) Польской академии наук. Во время антисионистской кампании 1968 года был уволен из университета и отправлен на пенсию.
Отец его жены Зофии (1915—?) — историк церкви Эдмунд Бурше (пол. Edmund Bursche; 1881—1940) — погиб в концлагере.

## Научный вклад
В 1930 году установил важный результат в теории порядков, вытекающий из аксиомы выбора и ставший известным как теорема Шпильрайна — любое отношение частичного порядка может быть продолжено до линейного порядка.
В 1937 году доказал, что топологическая размерность произвольного метризуемого сепарабельного пространства совпадает с хаусдорфовой размерностью одной из метризаций данного пространства, индуцированной заданной топологией (притом что в общем случае хаусдорфова размерность всегда больше или равна топологической размерности), впоследствии этот результат стал одним из ключевых в теории фракталов.
Вклад 1950-х годов — исследование свободных алгебр, инициировавшее серию из более чем пятидесяти статей польских математиков в этом направлении, и оказавшее важное значение для становления универсальной алгебры как самостоятельного направления.